# Draba montbretiana
Draba montbretiana là một loài thực vật có hoa trong họ Cải. Loài này được Sommier & Levier mô tả khoa học đầu tiên năm 1893.